# Miǰnavan
Miǰnavan (in armeno Միջնավան, traslitterato anche Midjnavan o Michnavan) è, de iure, un comune dell'Azerbaigian situato nel distretto di Zəngilan; de facto si estendeva nel territorio dell'Artsakh, stato a riconoscimento limitato scioltosi nel 2024, e ne costituiva una comunità all'interno della Regione di Kashatagh.
La cittadina è situata sulla riva destra del fiume Voghji, è attraversata dalla tratta ferroviaria che conduce a Kapan e dista 180 km dalla capitale Step'anakert; conta 300 abitanti.